# Jérémy Doku
Jérémy Baffour Doku (* 27. května 2002 Antverpy) je belgický profesionální fotbalista, který hraje na pozici křídelníka za anglický klub Manchester City FC a za belgický národní tým.

## Klubová kariéra

### Anderlecht
Doku začal hrát fotbal v Antverpách za KVC Olympic Deurne a Tubantia Borgerhout, poté hrál za Beerschot. V roce 2012 ve věku 10 let přestoupil do RSC Anderlecht. Svůj profesionální debut v dresu Anderlechtu odehrál 25. listopadu 2018 ve věku 16 let při prohře 4:2 v belgické Jupiler Pro League se Sint-Truidenem.

### Rennes
Dne 5. října 2020 podepsal Doku smlouvu s Rennes na pět let za 26 milionů eur plus bonusy.

### Manchester City
V létě 2023 přestoupil Doku do Manchesteru City. Podle britských médií se kluby dohodly na přestupu jednadvacetiletého reprezentanta za 55,4 milionu liber.

## Reprezentační kariéra
Doku se narodil v Belgii, ale je ghanského původu. Doku reprezentoval belgickou reprezentaci do 17 let na Mistrovství Evropy ve fotbale hráčů do 17 let 2018.
Za belgický národní tým poprvé nastoupil 5. září 2020 proti Dánsku v Lize národů UEFA. O tři dny později vstřelil svůj první gól za belgický národní tým při výhře 5:1 nad Islandem.
Na Mistrovství Evropy ve fotbale 2020, které se konalo v červnu 2021, byl Doku jedním z náhradníků belgické reprezentace v zápase skupinové fáze proti Dánsku a byl zařazen do základní sestavy pro následující zápas proti Finsku; do základní jedenáctky se znovu dostal během čtvrtfinálové prohry Belgie s Itálií.
V listopadu 2022 byl Doku trenérem Robertem Martínezem povolán do belgického týmu na Mistrovství světa ve fotbale 2022 pořádaném Katarem.

## Statistiky

### Klubové
Platí k zápasu odehranému 3. června 2023.
| Klub              | Season            | Liga               | Liga   | Liga | Národní pohár | Národní pohár | Kontinentální | Kontinentální | Celkově | Celkově |
| Klub              | Season            | Divize             | Zápasy | Góly | Zápasy        | Góly          | Zápasy        | Góly          | Zápasy  | Góly    |
| ----------------- | ----------------- | ------------------ | ------ | ---- | ------------- | ------------- | ------------- | ------------- | ------- | ------- |
| Anderlecht        | 2018/19           | Jupiler Pro League | 6      | 0    | 0             | 0             | 0             | 0             | 6       | 0       |
| Anderlecht        | 2019/20           | Jupiler Pro League | 21     | 3    | 3             | 1             | —             | —             | 24      | 4       |
| Anderlecht        | 2020/21           | Jupiler Pro League | 7      | 2    | —             | —             | —             | —             | 7       | 2       |
| Anderlecht        | Celkově           | Celkově            | 34     | 5    | 3             | 1             | 0             | 0             | 37      | 6       |
| Rennes            | 2020/21           | Ligue 1            | 30     | 2    | 1             | 0             | 6             | 0             | 37      | 2       |
| Rennes            | 2021/22           | Ligue 1            | 14     | 1    | 1             | 1             | 3             | 0             | 18      | 2       |
| Rennes            | 2022/23           | Ligue 1            | 29     | 6    | 2             | 1             | 4             | 0             | 35      | 7       |
| Rennes            | Celkově           | Celkově            | 73     | 8    | 4             | 2             | 13            | 0             | 90      | 11      |
| Celkově v kariéře | Celkově v kariéře | Celkově v kariéře  | 107    | 13   | 7             | 3             | 13            | 0             | 127     | 17      |

### Reprezentační
Platí k zápasu odehranému 20. června 2023.
| Národní tým | Rok     | Zápasy | Góly |
| ----------- | ------- | ------ | ---- |
| Belgie      | 2020    | 5      | 1    |
| Belgie      | 2021    | 5      | 1    |
| Belgie      | 2022    | 4      | 0    |
| Celkově     | Celkově | 14     | 2    |

Skóre a výsledky Belgie jsou vždy zapsány jako první. Góly Jérémyho Dokua jsou zvýrazněny.
| No. | Date            | Venue                                   | Opponent  | Score | Result | Competition                                      |
| --- | --------------- | --------------------------------------- | --------- | ----- | ------ | ------------------------------------------------ |
| 1.  | 8. září 2020    | Stadion krále Baudouina, Brusel, Belgie | Island    | 5:1   | 5:1    | Liga národů UEFA 2020/2021                       |
| 2.  | 30. března 2021 | Den Dreef, Lovaň, Belgie                | Bělorusko | 4:0   | 8:0    | Kvalifikace na Mistrovství světa ve fotbale 2022 |